# الألعاب البيثية

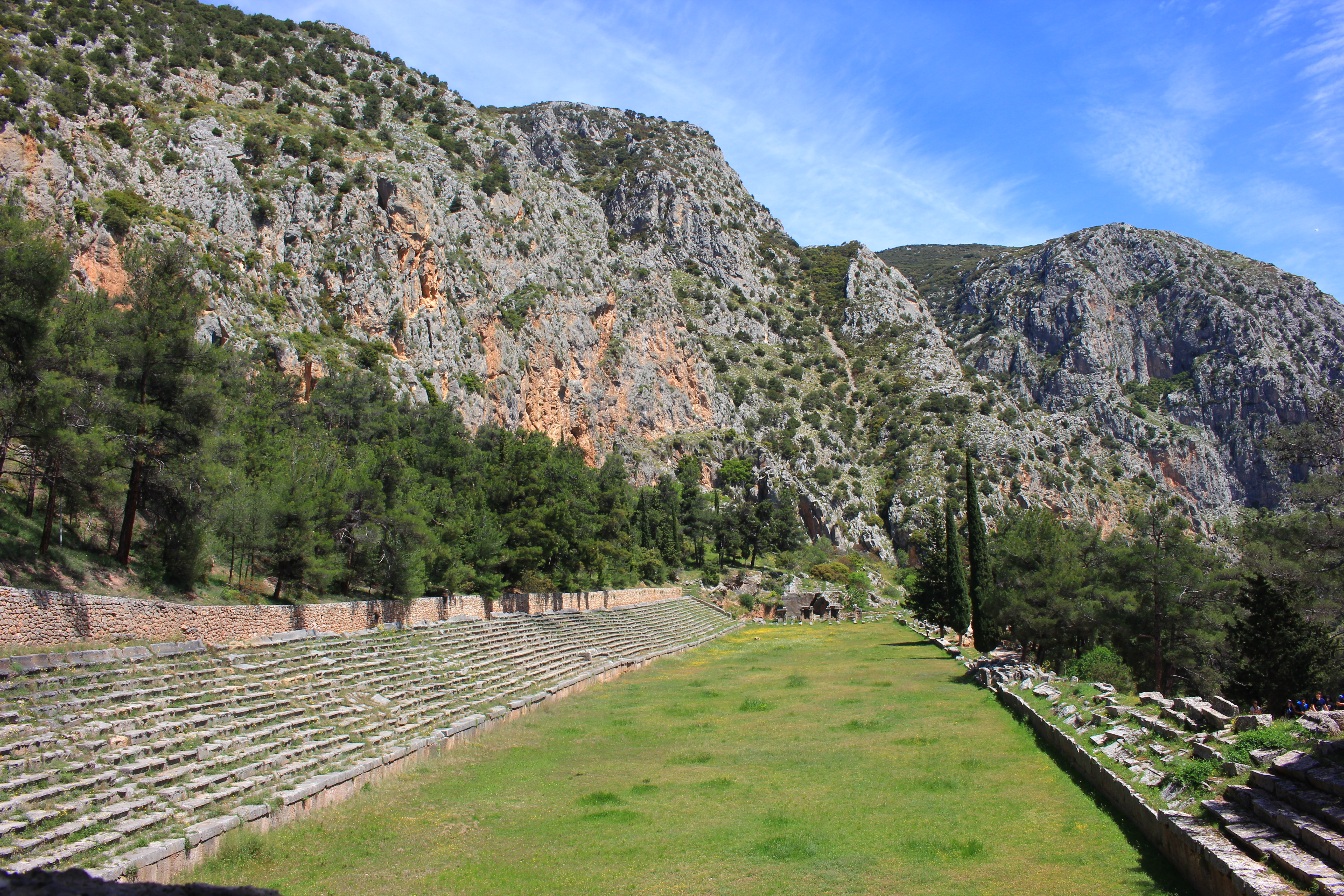
ملعب دلفي باليونان

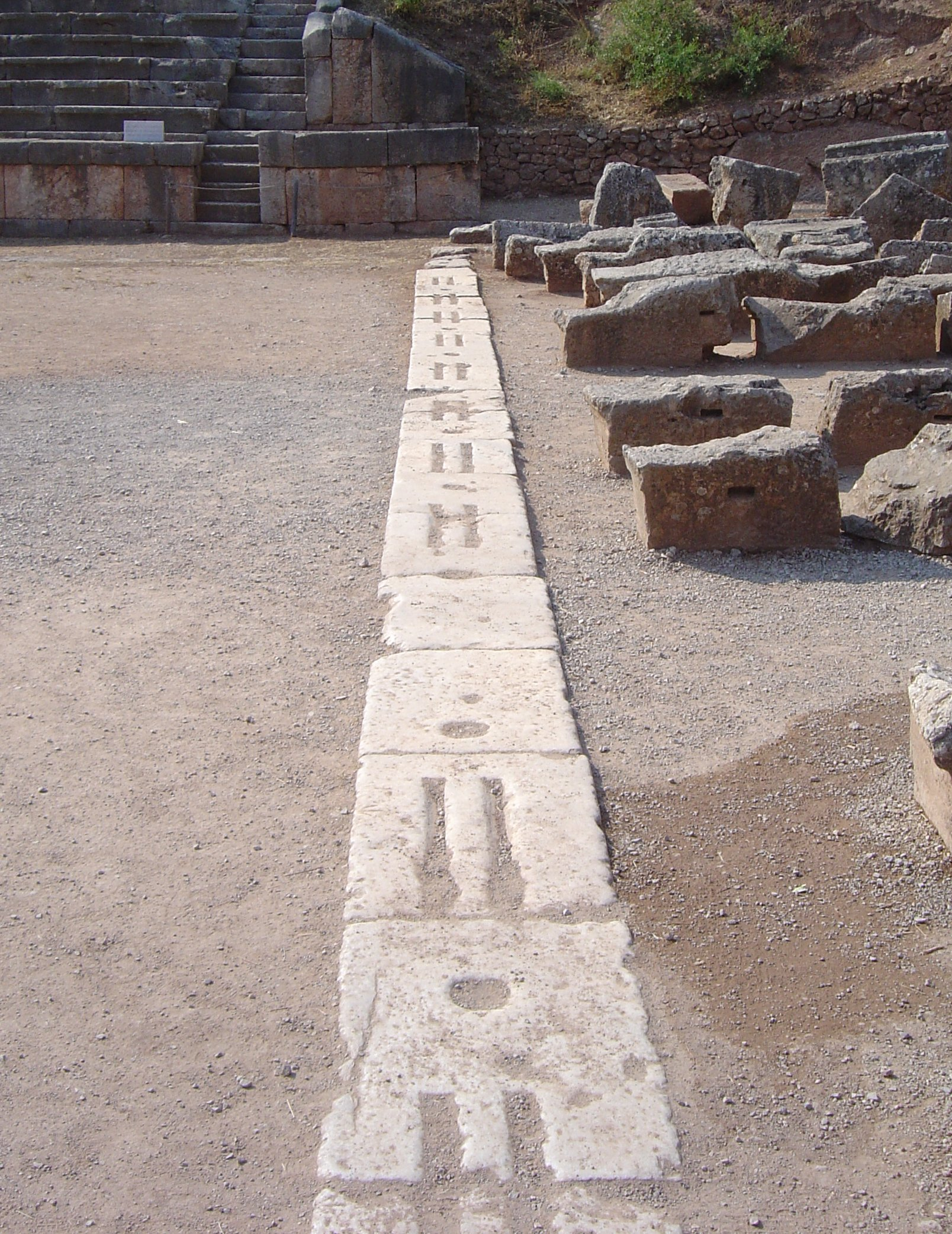
خط البداية هذا في ملعب دلفي المستخدم في الألعاب البيثية في دلفي، اليونان، له تصميم يمثل تصميم العديد من الملاعب اليونانية القديمة: حجارة ذات خطين يدفع فيها الرياضيون أصابع قدميهم، وفتحات مستديرة يمكن تركيب أعمدة فيها لدعم آلية إشارة البداية.

الألعاب البيثية ( Greek </link> ؛) كانت إحدى الألعاب الهيلينية الأربع في اليونان القديمة . عقدت على شرف أبولو في ملجأه في دلفي مره كل أربع سنوات، بعد مرور عامين على الألعاب الأولمبية ، وبين كل دورة ألعاب نيميان وبرزخية. تأسست الألعاب البيثية في وقت غير معلوم في القرن السادس قبل الميلاد. تقول الاسطورة ان ابولو هو اول من بدأها بعد ان قتل بايثون وأنشأ أوراكل في دلفي . واستمرت حتى القرن الرابع الميلادي.
احتلت الألعاب البيثية المرتبة الثانية من حيث الأهمية بعد الألعاب الأولمبية. على عكس الألعاب الأولمبية، تضمنت الألعاب البيثية أيضًا مسابقات للفن والرقص، والتي سبقت الجزء الرياضي من الألعاب، وتم السماح للنساء بالمشاركة في بعض الأحداث. حصل المنتصرون على إكليل الغار المقدس لأبولو من مدينة تيمبي في ثيساليا . تم الاحتفال بنسخ أصغر من الألعاب البيثية في العديد من المدن الأخرى في بلاد الشام واليونان.

## الأساطير
تستهل الألعاب البيثية بموت الثعبان الأسطوري، بايثون .ذكر الشاعر الروماني أوفيد أن الألعاب انشأت للاحتفال بقتل أبولو للثعبان، "لئلا يخفي زمن النسيان المظلم شهرة هذا الإنجاز، الرياضة المقدسة التي أسسها" ( التحولات، 1.445-6).  وفقًا لأوفيد، انتج الثعبان تلقائيًا بواسطة Gaea (الأرض الأم) في بداية الزمن البدائي وكان يشكل تهديدًا للبشر.
بعد قتل ابولو الثعبان الوحش، اصبحت المنطقة آمنة للبشر وثبت دعائم سلطته على المنطقة. بعد دفن الجثة، أسس أبولو أوراكل دلفي . و على الرغم من ذلك، بقتل بايثون، يكون أبولو قد ارتكب جريمة، وأعلن زيوس أنه يتعين عليه أن يكفر عن ذلك. ثم أنشأ أبولو الألعاب البيثية لدفع ثمن الوفاة.[بحاجة لمصدر]</link>

## ملخص
لسوء الحظ، دمرت معظم الشهادات والوثائق التي تغطي الألعاب البيثية اما بسبب الصراعات البشرية او الكوارث الطبيعية . جميع المصادر المتبقية تسلط الضوء على مجد وسحر الألعاب. تقدم سجلات أرسطو لمحة عامة عن الاحتفالات: استمرت الألعاب لمدة ستة إلى ثمانية أيام وبدأت بإعادة تمثيل انتصار أبولو على بايثون. وفي موكب احتفالي وساحر، تم تقديم طقوس التضحية في معبد أبولو . وبعد مضي اربعة أيام من الاحتفالات، تبدأ الألعاب.